# Transvalska strelicija
Transvalska strelicija (lat. Strelitzia caudata), vrsta je strelicije raširene po jugu Afrike: Zimbabve, Esvatini, Mozambik, Transvaal (Južnoafrička Republika). Drvo je koje naraste oko 6 metara visine, nalik banani, pa je poznata a i kao transvaalska divlja banana. 

## Vanjske poveznice
|  | Zajednički poslužitelj ima još gradiva o temi Strelitzia caudata |
|  | Wikivrste imaju podatke o taksonu Strelitzia caudata             |